# John Cudia
John Richard Dominic Cudia, noto semplicemente come John Cudia (Carolina del Nord, 21 settembre 1970), è un attore, cantante e attore teatrale statunitense, specializzato nell'interpretazione del genere musical.

## Biografia
Nella sua vasta teatrografia spiccano principalmente i ruoli da protagonista in celebri produzioni di Broadway, tra le quali: Jesus Christ Superstar (Gesù), South Pacific (Lieutant Cable) e West Side Story (Tony).
Il primo ruolo ricoperto da John Cudia a Broadway è stato quello di Feuilly nel musical Les Misérables, per poi ottenere altri ruoli maschili in questo famoso musical, tra i quali quello del protagonista Jean Valjean. 
Il ruolo per cui è più famoso è quello del Phantom nel musical di Andrew Lloyd Webber The Phantom of the Opera.
Il suo primo approccio con il Phantom avvenne nel 1999, nel Tour degli U.S.A., dove conobbe Kathy Voytko, sostituta di Christine Daaé, sua futura moglie.
Nove mesi dopo Cudia divenne Raoul visconte de Chagny del tour degli Stati Uniti del musical.
Dopodiché interpretò Raoul a Broadway per tre anni (2003-2005), dove diventa un sostituto per il personaggio principale, il Fantasma.
Nel 2008 riprese il Tour degli stati uniti nelle vesti del Phantom.
Nel maggio del 2008 sostituì Howard McGillin a Broadway. Dieci settimane dopo lasciò il Majestic Theater e tornò al Tour.
Ora Cudia è l'unico interprete del Phantom a Broadway (dopo che Howard McGillin ha lasciato il Majestic il 27 luglio 2009). 
È l'unico artista ad aver ricoperto sia il ruolo del Phantom che quello di Jean Valjean a Broadway.
John Cudia ha lasciato il ruolo del fantasma il 4 settembre 2010 ed è stato rimpiazzato da Hugh Panaro.
Tra il dicembre 2012 ed il gennaio 2013 torna a Broadway nell'ensemble del musical Evita e come sostituto di Michael Cerveris nel ruolo di Peron e nel 2016 interpreta Peron in un allestimento di Evita in scena a Vancouver con Ramin Karimloo.

### Vita privata
Nel 2002 ha sposato Kathy Voytko, da cui ha avuto una figlia nel maggio del 2009, chiamato Alena Joyce Cudia.

## Voce
John Cudia ha un timbro luminoso, agile e potente, caratterizzato dal suo registro vocale da tenore.